# 대구와룡초등학교
대구와룡초등학교는 대한민국 대구광역시 달서구 이곡동에 있는 공립 초등학교이다. 교목은 향나무이고 교화는 장미이다.

## 역사
- 1994.09.01 학교 설립인가(35학급)
- 1996.03.01 대구와룡초등학교로 교명 변경
- 1996.09.02 서편 별관 증축(16개 교실)
- 2004.10.22 도서관 와룡 지혜의 샘 개관
- 2006.02.17 제12회 졸업식(373명 졸업, 졸업생 누계 4831명)
- 2006.03.01 53학급 편성
- 2007.02.15 제13회 졸업식(238명 졸업, 졸업생 누계 5204명)
- 2007.03.01 50학급 편성
- 2007.08.21 보육교실 개축
- 2007.09.01 보육교실 개설
- 2008.01.31 4-5학년 교실 롤 스크린 설치
- 2008.02.20 제14회 졸업식(238명 졸업, 졸업생 누계 5487명)
- 2008.02.29 교무실, 방송실 확장 및 재정비
- 2008.03.01 46학급 편성
- 2008.07.14 보건실 이전 및 영어교실 개축
- 2008.09.01 제6대 윤덕수 교장 취임
- 2009.02.16 제15회 졸업식(281명 졸업,졸업생 누계 5768명)
- 2009.03.01 45학급 편성
- 2009.09.17 와룡기상대 설치
- 2010.02.11 제16회 졸업식(270명 졸업, 졸업생 누계 6038명)
- 2010.03.01 42학급 편성
- 2010.09.01 제7대 이기성 교장 취임
- 2011.02.16 제17회 졸업식(244명 졸업, 졸업생 누계 6282명)
- 2011.03.01 43학급 편성
- 2011.03.03 도서실 리모델링

## 참고 자료
- 대구와룡초등학교 - 한국교육학술정보원 학교알리미